# Станківка
Станківка (пол. Stankówka) — рівнинний потік в Україні, у Калуському районі Івано-Франківської області, в Галичині. Лівий доплив Болохівки, (басейн Дністра).

## Опис
Довжина потку 9,5 км, найкоротша відстань між витоком і гирлом — 7,53  км, коефіцієнт звивистості потоку — 1,26 . Формується багатьма загатами та безіменними струмками. В с. Вилки підживлює кілька ставків і приймає справа доплив — потік Зелений. 

## Розташування
Бере початок біля лісового пагорба Чертежа (372,7 м). Тече переважно на південний схід через Станькова, повз Вилки і у селі Негівці впадає у річку Болохівку, ліву притоку Сівки.